# Streptostele
Streptostele is een geslacht van weekdieren uit de klasse van de Gastropoda (slakken).

## Soort
- Streptostele musaecola (Morelet, 1860)